# Oberndorf (Hilchenbach)
Oberndorf is een plaats in de Duitse gemeente Hilchenbach, deelstaat Noordrijn-Westfalen, en telt 67 inwoners (2006).